# Дык, Виктор
Виктор Дык (чеш. Viktor Dyk; 31 декабря 1877, близ Мельника — 14 мая 1931, недалеко от острова Лопуд, Югославия) — чешский прозаик, драматург, публицист, а также националистический политик и юрист.

## Биография
Родился 31 декабря 1877, близ Мельника. Учился в гимназии в Праге. Затем на юридическом факультете Карловом университете. С 1907 года и до своей смерти был редактором журнала Lumír, позднее — журнала Samostatnost (Самостоятельность). С 1918 — редактор газеты Národní listy. Во врпемя Первой мировой войны за свои изложенные в прессе политические взгляды был арестован и находился в заключении в Вене.
Политической деятельностью занимался с 1911 годакак член Государственно-прогрессивной партии (Státoprávně pokroková strana). В 1918 — основатель Национально-демократической партии и избирается членом парламента, с 1925 года — сенатор. Был решительным противником политики президента Томаша Масарика.
В 1928 году вступил в брак с писательницей и журналисткой Зденкой Гасковой. Умер 14 мая 1931, недалеко от острова Лопуд (Югославия), во время занятия плаванием, вследствие обширного инфаркта.

### Поэзия
- A porta inferi, 1897
- Síla života, 1898
- Marnosti, 1900
- Buřiči, 1903
- Satiry a sarkasmy, 1905
- Milá sedmi loupežníků, 1906
- Pohádky z naší vesnice, 1910
- Giuseppe Moro, 1911
- Prohrané kampaně, 1914
- Lehké a těžké kroky , 1915
- Zápas Jiřího Macků, 1916
- Noci chiméry, 1917
- Anebo, 1918
- Okno, 1921
- Pan poslanec, 1921
- Poslední rok, 1922
- Podél cesty, 1922
- Domy, 1926
- Zpěvy v bouři, 1928
- Devátá vlna, 1930

### Рассказы и новеллы
- Hučí jez a jiné prózy, 1903
- Píseň o vrbě, 1908
- Příhody, 1911
- Krysař, (Rattenfänger) 1915
- Tichý dům, 1921
- Tajemná dobrodružství Alexeje Iványče Kozulinova, 1923
- Můj přítel Čehona, 1925
- Holoubek Kuzma, 1928

### Романы
- Konec Hackenschmidův, 1904
- Prosinec, 1906
- Prsty Habakukovy, 1925
- Soykovy děti, 1929

### Драматургия
- Epizoda, 1906
- Smuteční hostina, 1906
- Posel, 1907
- Zmoudření Dona Quijota, 1913
- Veliký mág, 1914
- Zvěrstva, 1919
- Ondřej a drak, 1920
- Revoluční trilogie, 1921
- Napravený plukovník Švec, 1929

### Мемуары
- Vzpomínky a komentáře, 1927